# 서큘러스
서큘러스는 반려 로봇 파이보를 만드는 스타트업 회사이다. Circle의 라틴어로, 0에서 새로운 걸 만들어낸다. 혼자가 아닌 함께 만들어간다는 의미를 담고 있다. 2013년 삼성SDS 신사업TF를 시작으로 2016년 9월 1일자에 서큘러스라는 사명으로 설립되었다. 초기에 박종건, 이윤재, 기연아 3인이 설립하였으며, 반려 로봇과 로봇 소프트웨어 및 서비스/교육을 진행하고 있다.